# Bernau am Chiemsee
Bernau am Chiemsee település Németországban, azon belül Bajorországban. Lakosainak száma 7178 fő (2023. december 31.). Bernau am Chiemsee Prien am Chiemsee, Frasdorf, Aschau im Chiemgau, Grassau, Übersee (Chiemgau) és Chiemsee községekkel határos.

## Népesség
A település népessége az elmúlt években az alábbi módon változott:
| Lakosok száma | 582  | 3118 | 3705 | 4859 | 6546 | 6621 | 6802 | 6889 | 7062 | 7178 |
|               | 1875 | 1950 | 1975 | 1987 | 2012 | 2014 | 2016 | 2017 | 2021 | 2023 |